# (1895) Larink
(1895) Larink es un asteroide perteneciente al cinturón de asteroides descubierto por Luboš Kohoutek el 26 de octubre de 1971 desde el observatorio de Hamburgo-Bergedorf, Alemania.

## Designación y nombre
Larink recibió inicialmente la designación de 1971 UZ.
Más tarde fue nombrado en honor del astrónomo alemán Johannes Larink (1893-1988).

## Características orbitales
Larink orbita a una distancia media del Sol de 3,192 ua, pudiendo alejarse hasta 3,668 ua. Su excentricidad es 0,1492 y la inclinación orbital 1,82°. Emplea en completar una órbita alrededor del Sol 2083 días.